# Okanagon
Okanagon is een compositie van de Italiaan Giacinto Scelsi. Het is een compositie voor harp, contrabas en tamtam.
Behalve een betekenisloze titel lijkt er niets vreemd aan deze compositie. Toch keken de luisteraars op, toen zij het werk voor het eerst hoorden. De harp wordt meestal toegedicht aan het romantische repertoire. Met arpeggios brengt de harp stromende beekjes in beeld enz. Van een lieftallige klank van het instrument is hier geen sprake. De harp wordt in Okanagon aangeslagen met een metalen voorwerp en elektronisch versterkt. Deze twee effecten laten de natuurlijke harpklank geheel verdwijnen. Er ontstaat een schril en koud metaalgeluid, dat eerder doet denken aan een hihat, die niet helemaal synchroon staat opgesteld of bekkens, die na het contact nog even losjes tegen elkaar worden gehouden. Tot slot wordt de harp nog gebruikt als percussie-instrument door op de klankkast te slaan. De harpist speelt maar drie tonen gedurende het werk, maar voor die drie tonen moeten de desbetreffende snaren "ontstemd" worden; ze zijn een kwarttoon lager gezet; hetgeen de natuurlijk opbouw van de klank met de natuurlijke boventonen verstoort. 

Tegenover deze onnatuurlijke geluiden staan dan de warme klanken van de contrabas en tamtam. Zij zorgen als het ware voor een basso continuo. De contrabas en tamtam zijn voor wat betreft klank twee tegenpolen. De contrabas kent bij plukken een sforzando-klank; sterk in het begin en meteen wegebbend. De tamtam echter moet eerst in trilling worden gebracht, dus komt langzaam op gang, totdat het gehele instrument in trilling staat, waarna het instrument weer tot rust komt; een crescendo, decrescendo en weer een crescendo. De contrabassist bespeelt, net als de harpist, het gehele werk maar drie van de vier snaren; de snaren zijn een halvetoonafstand "ontstemd" zodat ook hier een verwrongen geluid ontstaat.
Scelsi gaf aan alle speculaties over de titel maar één antwoord; hij wilde de hartslag van de Aarde weergeven.

## Bron en discografie
- Uitgave Mode Records: June Han (harp), Robert Black (contrabas) en Tom Kolor (tamtam).